# Colmenar
 Colmenar est une commune de la province de Malaga dans la communauté autonome d'Andalousie en Espagne.

## Géographie

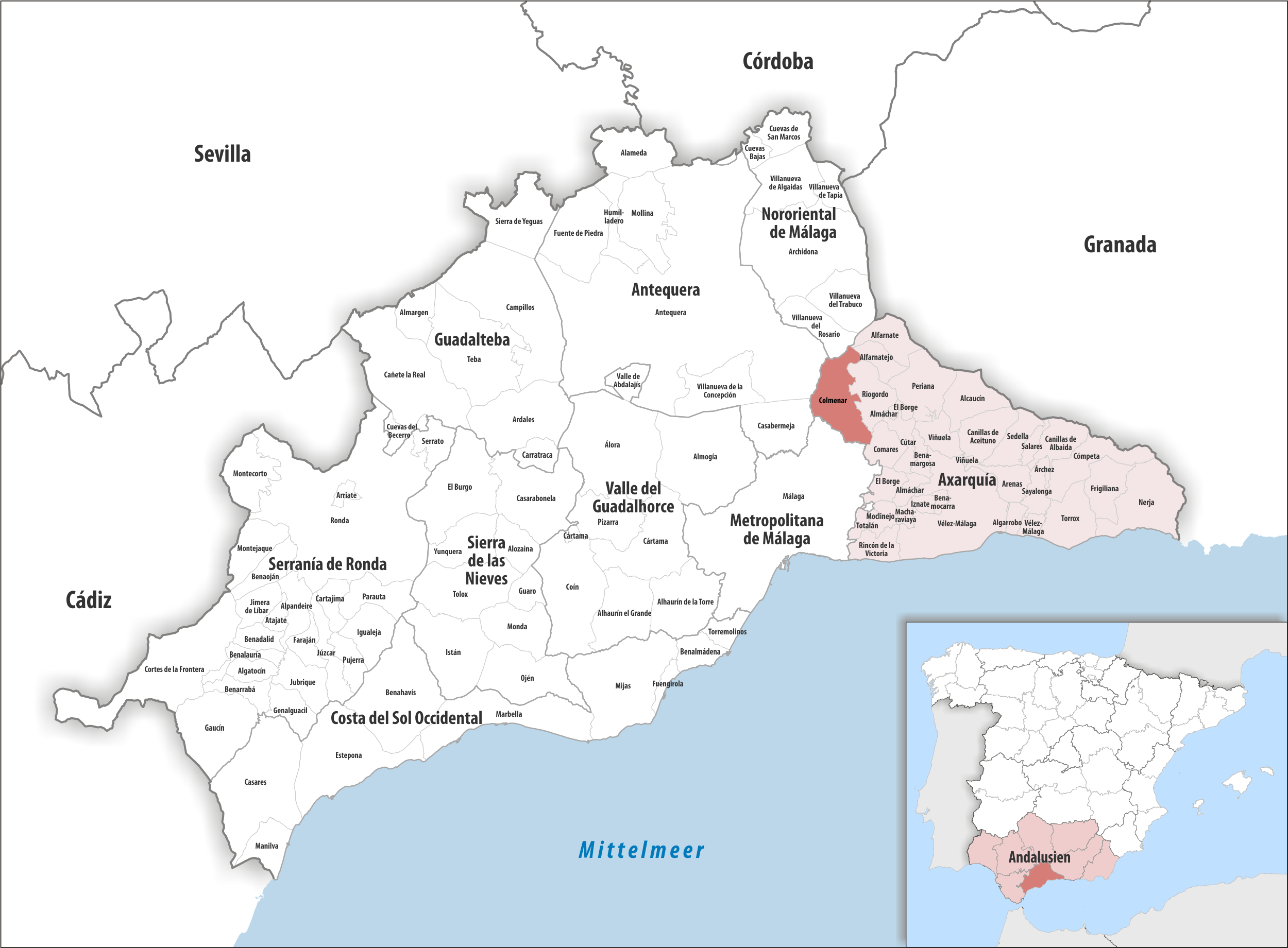
Colmenar dans la comarque La Axarquía, province de Malaga / en Andalousie

### Localisation
La commune de Colmenar se trouve dans le sud-est de l'Espagne, dans la partie est de la province de Malaga et dans l'extrémité ouest de la comarque La Axarquía.
Vélez-Málaga est à 40 km sud-est ;
Malaga à 32 km sud ;
Madrid à 515 km nord-nord-ouest ;
Gibraltar à 168 km sud-ouest (distances par route).

## Démographie
| 1991  | 1996  | 2001  | 2004  |
| ----- | ----- | ----- | ----- |
| 3 173 | 3 138 | 3 073 | 3 197 |

## Film tourné à Colmenar
En 1973 le film Les Colts au soleil de Peter Collinson a été tourné dans la ville.